# Найкращі асистенти НХЛ (кар'єра)
Найкращі асистенти НХЛ — це список хокеїстів ліги, котрі за свою кар'єру в НХЛ виконали найбільшу кількість результативних передач.
Перше місце у списку посідає Вейн Грецкі, з майже двома тисячами гольових пасів. Окрім Грецкі показник у 1000 і більше результативних передач за кар'єру мають лише 11 хокеїстів.

## Список
Пояснення: 
Жирним шрифтом виділені прізвища хокеїстів, котрі продовжують свої виступи в лізі; 
Після зазначення років виступів гравців, у дужках вказана кількість сезонів, в котрих хокеїст зіграв хоча б один матч; 
Хокеїсти, прапор перед прізвищами котрих відсутній — є канадійцями; 
Після назви клубу, за який виступав гравець, у дужках вказана загальна кількість результативних пасів, виконаних хокеїстом у даному клубі.
Останнє оновлення: 23 листопада 2014 року

## Регулярний чемпіонат
| №  | Гравець          | Роки виступів  | Ігри | Паси | Сер.  | Клуби |
| -- | ---------------- | -------------- | ---- | ---- | ----- | --- |
| 1  | Вейн Грецкі      | 1979-1999 (20) | 1487 | 1963 | 1,320 | «Едмонтон» (1086), «Лос-Анжелес» (672), «Сент-Луїс» (13), «Рейнжерс» (192)                                                                                |
| 2  | Рон Френсіс      | 1981-2004 (23) | 1731 | 1249 | 0,722 | «Гартфорд» (557), «Піттсбург» (449), «Кароліна» (236), «Торонто» (7)                                                                                      |
| 3  | Марк Мессьє      | 1979-2004 (25) | 1756 | 1193 | 0,679 | «Едмонтон» (642), «Рейнджерс» (441), «Ванкувер» (110) |
| 4  | Рей Бурк         | 1979-2001 (22) | 1612 | 1169 | 0,725 | «Бостон» (1111), «Колорадо» (58) |
| 5  | Пол Коффі        | 1980-2001 (21) | 1409 | 1135 | 0,806 | «Едмонтон» (460), «Піттсбург» (332), «Лос-Анжелес» (53), «Детройт» (193), «Гартфорд» (5), «Філадельфія» (47), «Чикаго» (4), «Кароліна» (37), «Бостон» (4) |
| 6  | Адам Оутс        | 1985-2004 (19) | 1337 | 1079 | 0,807 | «Детройт» (145), «Сент-Луїс» (228), «Бостон» (357), «Вашингтон» (290), «Філадельфія» (7), «Анагайм» (36), «Едмонтон» (16)                                 |
| 7  | Стів Айзерман    | 1983-2006 (22) | 1514 | 1063 | 0,702 | «Детройт» (1063) |
| 8  | Яромир Ягр       | з 1990 (21)    | 1494 | 1060 | 0,710 | «Піттсбург» (439), «Вашингтон» (118), «Рейнджерс» (195), «Філадельфія» (35), «Даллас» (12), «Бостон» (7), «Нью-Джерсі» (53)                               |
| 9  | Горді Хоу        | 1946-1980 (26) | 1767 | 1049 | 0,594 | «Детройт» (1023), «Гартфорд» (26) |
| 10 | Марсель Діонн    | 1971-1989 (18) | 1348 | 1040 | 0,771 | «Детройт» (227), «Лос-Анджелес» (757), «Рейнджерс» (56)                                                                                                   |
| 11 | Маріо Лем'є      | 1984-2006 (17) | 915  | 1033 | 1,129 | «Піттсбург» (1033) |
| 12 | Джо Сакік        | 1988-2009 (20) | 1378 | 1016 | 0,737 | «Квебек» (392), «Колорадо» (624) |
| 13 | Дуг Гілмор       | 1983-2003 (20) | 1474 | 964  | 0,654 | «Сент-Луїс» (205), «Калгарі» (214), «Торонто» (321), «Нью-Джерсі» (55), «Чикаго» (74), «Баффало» (45), «Монреаль» (50)                                    |
| 14 | Марк Реккі       | 1988-2011 (22) | 1652 | 956  | 0,579 | «Піттсбург» (231), «Філадельфія» (395), «Монреаль» (202), «Кароліна» (3), «Атланта» (28), «Тампа-Бей» (32), «Бостон» (65)                                 |
| 15 | Ел Макінніс      | 1981-2004 (23) | 1416 | 934  | 0,660 | «Калгарі» (609), «Сент-Луїс» (325) |
| 16 | Ларрі Мерфі      | 1980-2001 (21) | 1615 | 929  | 0,575 | «Лос-Анжелес» (155), «Вашингтон» (259), «Норз-Старс» (75), «Піттсбург» (223), «Торонто» (81), «Детройт» (136)                                             |
| 17 | Стен Микита      | 1958-1980 (22) | 1394 | 926  | 0,664 | «Чикаго» (926) |
| 18 | Брайан Троттьє   | 1975-1994 (18) | 1279 | 901  | 0,704 | «Айлендерс» (853), «Піттсбург» (48) |
| 19 | Філ Гауслі       | 1982-2003 (21) | 1495 | 894  | 0,598 | «Баффало» (380), «Вінніпег-1972» (195), «Сент-Луїс» (15), «Калгарі» (188), «Нью-Джерсі» (15), «Вашингтон» (54), «Чикаго» (47)                             |
| 20 | Дейл Хаверчук    | 1981-1997 (16) | 1188 | 891  | 0,750 | «Вінніпег-1972» (550), «Баффало» (275), «Сент-Луїс» (28), «Філадельфія» (38)                                                                              |
| 21 | Ніклас Лідстрем  | 1991-2012 (20) | 1564 | 878  | 0,561 | «Детройт» (878) |
| 22 | Філ Еспозіто     | 1963-1981 (18) | 1282 | 873  | 0,681 | «Чикаго» (100), «Бостон» (553), «Рейнджерс» (220) |
| 23 | Дені Савар       | 1980-1997 (17) | 1196 | 865  | 0,723 | «Чикаго» (719), «Монреаль» (107), «Тампа-Бей» (39) |
| 24 | Джо Торнтон      | з 1997 (17)    | 978  | 865  | 0,703 | «Бостон» (285), «Сан-Хосе» (580) |
| 25 | Боббі Кларк      | 1969-1984 (15) | 1144 | 852  | 0,745 | «Філадельфія» (852) |
| 26 | Алекс Дельвеккіо | 1950-1974 (24) | 1549 | 825  | 0,532 | «Детройт» (825) |
| 27 | Жільбер Перро    | 1970-1987 (17) | 1191 | 814  | 0,683 | «Буффало» (814) |
| 28 | Майк Модано      | 1989-2011 (21) | 1499 | 813  | 0,542 | «Норз-Старс» (186), «Даллас» (616), «Детройт» (11) |
| 29 | Джонні Буцик     | 1955-1978 (23) | 1540 | 813  | 0,528 | «Детройт» (19), «Бостон» (794) |
| 30 | П'єр Тарджон     | 1987-2007 (19) | 1294 | 812  | 0,628 | «Баффало» (201), «Айлендерс» (193), «Монреаль» (77), «Сент-Луїс» (221), «Даллас» (87), «Колорадо» (33)                                                    |
| 31 | Мартен Сан-Луї   | 1998-2015 (16) | 1134 | 642  | 0,566 | «Калгарі» (16), «Тампа-Бей» (588), «Рейнджерс» (38) |

### Діючі гравці НХЛ
Нижче поданий список найкращих асистентів НХЛ серед гравців, котрі продовжують свої виступи в лізі.
| № | Гравець       | Роки виступів | Ігри | Паси | Сер.  | Клуби |
| - | ------------- | ------------- | ---- | ---- | ----- | --- |
| 1 | Яромир Ягр    | з 1990 (21)   | 1494 | 1060 | 0,710 | «Піттсбург» (439), «Вашингтон» (118), «Рейнджерс» (195), «Філадельфія» (35), «Даллас» (12), «Бостон» (7), «Нью-Джерсі» (53) |
| 2 | Джо Торнтон   | з 1997 (17)   | 978  | 865  | 0,703 | «Бостон» (285), «Сан-Хосе» (580)                                                                                            |
| 3 | Генрік Седін  | з 2000 (14)   | 1030 | 664  | 0,625 | «Ванкувер» (664) |
| 4 | Джером Ігінла | з 1995 (18)   | 1331 | 616  | 0,463 | «Калгарі» (570), «Піттсбург» (6), «Бостон» (31), «Колорадо» (9)                                                             |
| 5 | Бред Річардс  | з 2000 (14)   | 1002 | 600  | 0,370 | «Тампа-Бей» (339), «Даллас» (157), «Рейнджерс» (95), «Чикаго» (9)                                                           |
| 6 | Патрік Еліаш  | з 1995 (18)   | 1176 | 599  | 0,509 | «Нью-Джерсі» (599) |
| 7 | Сергій Гончар | з 1994 (20)   | 1262 | 581  | 0,460 | «Вашингтон» (272), «Бостон» (5), «Піттсбург» (205), «Оттава» (76), «Даллас» (21), «Монреаль» (2)                            |
| 8 | Маріан Госса  | з 1997 (16)   | 1100 | 543  | 0,489 | «Оттава» (202), «Атланта» (140), «Піттсбург» (7), «Детройт»                                                                 |
| 9 | Кріс Пронгер  | з 1993 (18)   | 1167 | 541  | 0,464 | «Гартфорд» (34), «Сент-Луїс» (272), «Едмонтон» (44), «Анагайм» (114), «Філадельфія» (77)                                    |

## Плей-оф
Нижче поданий список найкращих асистентів НХЛ в матчах плей-оф.
| №  | Гравець         | Роки виступів  | Ігри | Паси | Сер.  | Клуби                                                                                                   |
| -- | --------------- | -------------- | ---- | ---- | ----- | --- |
| 1  | Вейн Грецкі     | 1979-1999 (20) | 208  | 260  | 1,250 | «Едмонтон» (171), «Лос-Анжелес» (65), «Сент-Луїс» (14), «Рейнжерс» (10)                                 |
| 2  | Марк Мессьє     | 1979-2004 (25) | 236  | 186  | 0,788 | «Едмонтон» (135), «Рейнджерс» (51)                                                                      |
| 3  | Рей Бурк        | 1979-2001 (22) | 214  | 139  | 0,650 | «Бостон» (125), «Колорадо» (14)                                                                         |
| 4  | Пол Коффі       | 1980-2001 (21) | 194  | 137  | 0,706 | «Едмонтон» (67), «Піттсбург» (22), «Лос-Анжелес» (3), «Детройт» (36), «Філадельфія» (8), «Кароліна» (1) |
| 5  | Ніклас Лідстрем | 1991-2012 (20) | 263  | 129  | 0,490 | «Детройт» (129)                                                                                         |
| 6  | Дуг Гілмор      | 1983-2003 (20) | 182  | 128  | 0,703 | «Сент-Луїс» (38), «Калгарі» (13), «Торонто» (60), «Нью-Джерсі» (6), «Баффало» (5), «Монреаль» (6)       |
| 7  | Ярі Куррі       | 1980-1998 (17) | 200  | 127  | 0,635 | «Едмонтон» (110), «Лос-Анжелес» (10), «Рейнджерс» (5), «Анагайм» (2)                                    |
| 8  | Сергій Федоров  | 1990-2009 (18) | 183  | 124  | 0,678 | «Детройт» (113) «Вашингтон» (11)                                                                        |
| 9  | Гленн Андерсон  | 1980-1996 (16) | 225  | 121  | 0,538 | «Едмонтон» (102), «Торонто» (11), «Рейнджерс» (3), «Сент-Луїс» (5)                                      |
| 10 | Яромир Ягр      | з 1990 (20)    | 202  | 121  | 0,599 | «Піттсбург» (82), «Вашингтон» (5), «Рейнджерс» (17), «Філадельфія» (7), «Бостон» (10)                   |
| 11 | Ел Макінніс     | 1981-2004 (23) | 177  | 121  | 0,684 | «Калгарі» (77), «Сент-Луїс» (44)                                                                        |
| 12 | Ларрі Робінсон  | 1972-1992 (20) | 227  | 116  | 0,511 | «Монреаль» (109), «Лос-Анджелес» (7)                                                                    |
| 13 | Стів Айзерман   | 1983-2006 (22) | 196  | 115  | 0,587 | «Детройт» (115)                                                                                         |
| 14 | Ларрі Мерфі     | 1980-2001 (21) | 215  | 115  | 0,535 | «Лос-Анжелес» (8), «Вашингтон» (17), «Норз-Старс» (4), «Піттсбург» (57), «Торонто» (2), «Детройт» (27)  |
| 15 | Адам Оутс       | 1985-2004 (19) | 163  | 114  | 0,699 | «Детройт» (27), «Сент-Луїс» (25), «Бостон» (37), «Вашингтон» (14), «Філадельфія» (2), «Анагайм» (9)     |